# Mexikó-völgyi-víznyelőbarlang
A Mexikó-völgyi-víznyelőbarlang Magyarország fokozottan védett barlangjai közül az egyik. A Bükki Nemzeti Park területén lévő Miskolcon található.

## Leírás
A Déli-Bükkben, a Miskolchoz tartozó Bükkszentlászlón, a Mexikó-völgyben, majdnem a völgytalpon, a Mexikó-patak, más néven a Tatárárki-patak medre felett néhány méterrel, egy sziklafalban van a bejárata. A műútról jól látható a terméskő falazásban, egy 40×60 centiméteres, négyszögletű vasajtóval lezárt bejárata. A bejárata a Tatár-árki-barlang bejáratától légvonalban körülbelül 35 méterre van. A Mexikó-patak vize folyik át a barlangon. A barlang triász anisusi mészkőben alakult ki, a tektonikus törésvonalak mentén, a víz oldó és koptató hatására. A barlang alsó járatai és a Csipkés-ág hidrológiailag időszakosan aktívak, a felső járatok hidrológiailag inaktívak. A morfológiailag tipikus víznyelőbarlang többszintes, aknákkal tagolt, lépcsőzetesen mélyül és a járatai elágaznak.
A főágban három akna található, amelyeket szűk részekkel tagolt járatok kapcsolnak össze. Sok elkeskenyedő oldalág csatlakozik a főághoz. A barlang leghosszabb oldalága a Csipkés-ág, amely 40 méter hosszú. A barlang legnagyobb függőleges kiterjedésű járata a Nagy-akna, amely 13 méter függőleges kiterjedésű. A legmélyebb pontján a barlang egy elszűkülő járatban végződik. A barlang 54×45 méter, egy másik adat szerint 59 méter vízszintes kiterjedésű. A barlang legnagyobb terme a Kristálymúzeum, amely 18 méter hosszú és 6 méter széles. A járatokban változatos színű és formájú cseppkőképződmények találhatók, amelyek a feltárás óta nagyon károsodtak. Megfigyelhetők benne függőcseppkövek, heliktitek, retekcseppkövek, cseppkőzászlók, farkasfogas cseppkődrapériák, cseppkőlécek, cseppkőbekérgeződések, cseppkőlefolyások, szalmacseppkőoszlopok, állócseppkövek, cseppkődobok és barlangi gyöngyök. Különböző oldásformák, például örvényüstök keletkeztek a barlang falain.
A barlang a Bükki Nemzeti Park Igazgatóság engedélyével, jó mászótudással és jó fizikai állapotban tekinthető meg. A bejárásához kötéltechnikai eszközöket kell alkalmazni. A barlang árvízveszélyes és ezért barlanglátogatáskor figyelembe kell venni a csapadékviszonyokat. Amikor a barlangba sok víz folyik be, a végpontját nem lehet megközelíteni. Esős időben a teljes barlangban víz folyik. A Visszhangos-kürtőben és a Mélyszakaszban akkor is van víz, amikor száraz az idő és a patakvíz már Bükkszentlászlóhoz közel eltűnik. Ahhoz a karsztvízrendszerhez tartozik, mint a Nagykőmázsa-völgyi-víznyelőbarlang.
A barlangból 13 ízeltlábú faj jelenléte lett kimutatva, amelyek közül öt volt barlangkedvelő faj. Denevérek is előfordulnak benne.
Előfordul a barlang az irodalmában „Flexura”-barlang (Lénárt 1975), Mexikói-barlang (Bertalan, Kordos, Országh 1976), van egy másik Mexikói-barlang is, Mexikói-víznyelőbarlang (Hevesi 1977), Mexikói-völgyi víznyelőbarlang (Maróthy 1988), Mexikó-völgy Cave (Kordos 1977), Mexikó-völgyi-barlang (Mészáros 1975) (ez a név a Mexikói-barlangnak is az egyik neve), Mexikó-völgy Sinkhole-cave (Takácsné, Eszterhás, Juhász, Kraus 1989) és Tatár-árki-víznyelőbarlang (Hevesi 2002) neveken is. 1979-ben volt először Mexikó-völgyi-víznyelőbarlangnak nevezve a barlang az irodalmában.

## Kutatástörténet
1953. május 27-én a Magyar Hidrológiai Társaság Miskolci Csoport Zsombolykutató Munkabizottsága a VITUKI megbízásából felmérte a Mexikó-patak eltűnési helyét. 1968 őszén kezdte el a Herman Ottó Karszt- és Barlangkutató Csoport a barlangot feltárni. 1969 tavaszán találtak rá a Miskolci Bányász Barlangkutató Csoport tagjai. 1971-ben mutatták ki, hogy a barlangon átfolyó víz a miskolctapolcai tavi forrásokban bukkan elő és ekkor lett egy új, alsó bejárat nyitva a barlangba, de ez később járhatatlanná vált. 1974 és 1975 között a Herman Ottó Karszt- és Barlangkutató Csoport barlangkutatói felmérték a barlangot. 1976-ban vált országos jelentőségű barlanggá az 5300-as (Bükk) barlangkataszteri területen lévő, miskolci barlang Mexikói-barlang néven. Az 1977. május 30-án, az 1976-os lista barlangneveinek felülvizsgálata után összeállított, országos jelentőségű barlangok listáján nincs rajta.
Az 1977. évi Karszt és Barlang angol nyelvű különszámában megjelent, The longest and deepest caves of Hungary (December 31, 1975) című közleményből megtudható, hogy a Bükk hegységben fekvő, 700 m hosszú, 80 m mély Mexikó-völgy Cave 1975. december 31-én Magyarország 21. leghosszabb és 24. legmélyebb barlangja. A 25. legmélyebb barlang (Bolhási-víznyelőbarlang) szintén 80 m mély. Az 1977. december 31-i állapot szerint (MKBT Meghívó 1978. május) a Bükk hegységben lévő, 80,2 m mély és 700,3 m hosszú Mexikó-völgyi-barlang az ország 27. legmélyebb és 22. leghosszabb barlangja. Az 1977. évi Karszt és Barlangban megjelent összeállítás alapján, 1977. december 31-én Magyarország 23. leghosszabb barlangja a Bükk hegységben elhelyezkedő, 1977. december 31-én, 1976-ban és 1975-ben 700,3 m hosszú Mexikó-völgyi-barlang. Az összeállítás szerint, 1977. december 31-én Magyarország 29. legmélyebb barlangja a Bükk hegységben elhelyezkedő, 1977. december 31-én és 1976-ban 80,2 m mély, 1975-ben pedig 80 m mély Mexikó-völgyi-barlang. Ez az összeállítás naprakészebb az 1978. májusi MKBT Meghívóban publikált listánál.
Az 1977-ben megjelent Bükk útikalauz szerint a barlang 600 m hosszú és 80 m mély. Az 1979-ben napvilágot látott, Barlangok a Bükkben című könyvben szó van arról, hogy a Tatár-árki-barlangtól DNy-ra, kicsivel a patak szintje felett van a Mexikó-völgyi-víznyelőbarlang flexura alakú bejárata. A csak barlangkutatóknak járható barlang több száz méter hosszú és 80 m mély. A könyvhöz mellékelt, a Bükk hegység barlangokban leggazdagabb területét bemutató térképen látható a 81-es számmal jelölt barlang földrajzi elhelyezkedése.
1980-ban a miskolci Tanácsköztársaság lakótelep aluljárójában kiállítást rendezett az Újpalota SE Barlangkutató Szakosztálya a barlangban készült fényképekből. 1981-ben tárták fel a barlang aktív, vizes részét. A Mexikó-völgyi-víznyelőbarlang 1984-ben kitöltött barlangkataszteri törzslapján az olvasható, hogy a barlang 700 m hosszú és 80 m mély barlang. Az 1984-ben kiadott, Magyarország barlangjai című könyvben nem szerepel a barlang neve, az országos barlanglistában sem. 1985-ben lett lezárva az üregrendszer a képződményeinek védelme érdekében, de a barlangot lezáró ajtót feltörték.
Az 1987. december 31-i állapot alapján Magyarország 30. leghosszabb barlangja az 5392 barlangkataszteri egységben lévő, 700 m hosszú Mexikó-völgyi-víznyelőbarlang. A 29. leghosszabb barlang (Beremendi-kristálybarlang) szintén 700 m hosszú. Az összeállítás szerint az 1977. évi Karszt és Barlangban közölt hosszúsági listában a Mexikó-völgyi-víznyelőbarlang 700 m hosszú. Az 1987. december 31-i állapot alapján Magyarország 36. legnagyobb függőleges kiterjedésű barlangja az 5392 barlangkataszteri egységben lévő, 80,2 m függőleges kiterjedésű Mexikó-völgyi-víznyelőbarlang. Az összeállítás szerint az 1977. évi Karszt és Barlangban közölt mélységi listában a barlang 80,2 m mély.
1988. október 1-től a környezetvédelmi és vízgazdálkodási miniszter 7/1988. (X. 1.) KVM rendeletének (6. §. 2. pont, illetve 5. sz. melléklet) értelmében a Bükk hegységben lévő Mexikói-völgyi víznyelőbarlang fokozottan védett barlang. Az 1988. évi Karszt és Barlangban közölve lett, hogy a Bükk hegységben elhelyezkedő Mexikó-völgyi-víznyelőbarlang bekerült Magyarország fokozottan védett barlangjai közé. Magyarországon a Mexikó-völgyi-víznyelőbarlanggal együtt 108 barlang van fokozottan védve. A Karszt és Barlang 1989. évi különszámában publikált, angol nyelvű tanulmányhoz (The caves of Hungary) kapcsolódva megjelent egy olyan lista, amelyben Magyarország leghosszabb, és egy olyan lista, amelyben Magyarország legmélyebb barlangjai vannak felsorolva. A két felsorolás szerint a Bükk hegységben fekvő, 700 m hosszú és 80 m mély Mexikó-völgyi-víznyelőbarlang (Mexikó-völgy Sinkhole-cave) 1988-ban Magyarország 30. leghosszabb és 36. legmélyebb barlangja. (A barlang 1977-ben is 700 m hosszú és 80 m mély volt.)
Az 1990-es évekre eltűnt a barlang feltört ajtaja. 1990-ben a Herman Ottó Karszt- és Barlangkutató Csoportnak volt kutatási engedélye a barlang kutatásához. 1998-ban a Pizolit Barlangkutató Sportegyesület mérte fel az üregrendszert a KTM Barlangtani Intézet megbízásából, valamint anyagi támogatásával. Ekkor a felmérés felhasználásával elkészült a barlang alaprajz térképe keresztmetszetekkel és hosszmetszet térképe. Ebben az évben lett szerkesztve a barlang felszíni vetület térképe, amelyen a Tatár-árki-barlang bejárata is fel van tüntetve. A felméréssel párhuzamosan a sportegyesület tagjai zoológiai vizsgálatokat végeztek a barlangban és mikrobiológiai, valamint vízmintákat gyűjtöttek a barlangból. A vízminták ivóvíz minősítését az Országos Környezetegészségügyi Intézet végezte.
1998. május 14-től a környezetvédelmi és területfejlesztési miniszter 13/1998. (V. 6.) KTM rendelete szerint a Bükki Nemzeti Park Igazgatóság illetékességi területén, a Bükk hegységben található Mexikó-völgyi-víznyelőbarlang az igazgatóság engedélyével látogatható. 1998-ban újra le lett zárva a Bükki Nemzeti Park Igazgatóság megbízásából a Marcel Loubens Barlangkutató Egyesület tagjainak segítségével. 2001. május 17-től a környezetvédelmi miniszter 13/2001. (V. 9.) KöM rendeletének értelmében a Bükk hegység területén lévő Mexikó-völgyi-víznyelőbarlang fokozottan védett barlang. Egyidejűleg a fokozottan védett barlangok körének megállapításáról szóló 1/1982. (III. 15.) OKTH rendelkezés hatályát veszti.
A 2003-ban megjelent, Magyarország fokozottan védett barlangjai című könyvben lévő barlangismertetés szerint 414 m hosszú, 79 m függőleges kiterjedésű és 59 m vízszintes kiterjedésű. A könyvben található, Egri Csaba és Nyerges Attila által készített hosszúsági lista szerint a Bükk hegységben lévő és 5392-37 barlangkataszteri számú Mexikó-völgyi-víznyelőbarlang Magyarország 60. leghosszabb barlangja 2002-ben. A 2002-ben 414 m hosszú barlang 1977-ben és 1987-ben 700 m hosszú volt. A könyvben található, Egri Csaba és Nyerges Attila által készített mélységi lista szerint a Bükk hegységben lévő és 5392-37 barlangkataszteri számú Mexikó-völgyi-víznyelőbarlang Magyarország 41. legmélyebb barlangja 2002-ben. A 2002-ben 79 m mély barlang 1977-ben és 1987-ben is 80 m mély volt.
A 2005-ben napvilágot látott, Magyar hegyisport és turista enciklopédia című kiadványban önálló szócikke van a barlangnak. A szócikk szerint a Mexikó-völgyi-víznyelőbarlang a Bükk hegységben található és fokozottan védett természeti érték. Bükkszentlászló határában, a településen végigfolyó patak medrében, 303 m tszf. magasságban van a barlang bejárata. A Miskolci Bányász Barlangkutató Csoport tárta fel 1969-ben. A 414 m hosszú és 80 m mély víznyelő triász mészkőben keletkezett. A főág három aknáját lejtős, szűkületekkel tagolt járat csatolja össze. Legnagyobb terme a Kristálymúzeum, amely 18 m hosszú és 6 m széles. Sok elkeskenyedő oldalág kapcsolódik a főághoz. A felsőbb járatok inaktívak, az alsóbbak időszakos aktivitást mutatnak, itt változatos oldásformák vannak a falakon. A feltárás óta nagyon károsodtak szín- és formagazdag cseppkőkiválásai. Engedéllyel járható a lezárt barlang. Vízbetörés esetén veszélyes bejárása.
2005. szeptember 1-től a környezetvédelmi és vízügyi miniszter 22/2005. (VIII. 31.) KvVM rendelete szerint a Bükki Nemzeti Park Igazgatóság működési területén, a Bükk hegységben található Mexikó-völgyi-víznyelőbarlang a felügyelőség engedélyével látogatható. 2005. szeptember 1-től a környezetvédelmi és vízügyi miniszter 23/2005. (VIII. 31.) KvVM rendelete szerint a Bükk hegységben lévő Mexikó-völgyi-víznyelőbarlang fokozottan védett barlang. 2007. március 8-tól a környezetvédelmi és vízügyi miniszter 3/2007. (I. 22.) KvVM rendelete szerint a Bükki Nemzeti Park Igazgatóság működési területén lévő Bükk hegységben elhelyezkedő Mexikó-völgyi-víznyelőbarlang az igazgatóság engedélyével tekinthető meg.
2013. július 19-től a vidékfejlesztési miniszter 58/2013. (VII. 11.) VM rendelete szerint a Mexikó-völgyi-víznyelőbarlang (Bükk hegység, Bükki Nemzeti Park Igazgatóság működési területe) az igazgatóság hozzájárulásával látogatható. 2015. november 3-tól a földművelésügyi miniszter 66/2015. (X. 26.) FM rendelete szerint a Mexikó-völgyi-víznyelőbarlang (Bükk hegység) fokozottan védett barlang. 2021. május 10-től az agrárminiszter 17/2021. (IV. 9.) AM rendelete szerint a Mexikó-völgyi-víznyelőbarlang (Bükk hegység, Bükki Nemzeti Park Igazgatóság működési területe) az igazgatóság engedélyével látogatható. A 13/1998. (V. 6.) KTM rendelet egyidejűleg hatályát veszti.

## További irodalom
- Kovács Krisztián – Seres Anikó – Szabó R. Zoltán – Verespusztai Gábor: Mexikó-völgyi-víznyelőbarlang. Kézirat, 1998. (Vagy 1999?) Országos Barlangnyilvántartás. (A Magyarország fokozottan védett barlangjai című könyv említi, de a KvVM Barlang- és Földtani Osztályon nem található.)
- Kraus Sándor: Barlangföldtan. I. Budapest, 1984.